# El paso del Yabebirí
El paso del Yabebirí es un relato infantil del autor Uruguayo Horacio Quiroga, publicado en 1918, en el libro Cuentos de la selva entre otros relatos.

## Personajes
- Principales: El hombre y las rayas, personajes con los cuales la interacción es importante tras una gran amistad y cariño formado entre sí, que con el correr de la historia se ayudan unos a otros.
- Secundarios: Los cazadores de pescados y los tigres.
- Terciarios: El carpincho y el zorro.

## Tiempo y espacio
El relato está situado siempre en el mismo espacio, en el Arroyo Yabebirí, todos los acontecimientos que se citan en la historia, transcurren todos los hechos en dicho lugar. Mientras que al transcurso de la historia el tiempo, va cambiando diariamente, pero todos los acontecimientos dan a entender a que ocurren en el cía.